# Мельничный узел
Ме́льничный у́зел (англ. Miller’s Knot) — связывающий временный узел, который использовали мельники для перевязывания горловины мешка с мукой. Зачастую мельничные узлы снабжали петлёй для быстрого развязывания, чтобы предотвратить срезание узла ножом и возможное повреждение мешка. «Мельничный» является условным обобщающим названием для группы различных узлов, использовавшимися ранее мельниками. Нынче мешки (с мукой, сахаром) прошивают. Мельничные узлы также называют «мешочными».

## Разновидности мельничных узлов
| Изображение | Наименование на русском языке  | Наименование на английском языке | Описание |
| ----------- | ------------------------------ | -------------------------------- | --- |
|             | Мельничный узел                | Miller’s Knot                    | Пара полуштыков; ходовой конец верёвки подоткнут изнутри узла под коренной                                                                                                 |
|             | Мешочный узел, мельничный узел | Bag Knot                         | Петля ходовым концом верёвки затыкается снаружи от узла под коренной; представляет собой восьмёрку, во вторую петлю которой пропущен сложенный вдвое ходовой конец верёвки |
|             |                                | Miller’s Knot                    | Ходовой конец верёвки подоткнут снаружи узла под коренной |
|             | Пикетный узел                  | Sack Knot                        | Ходовой конец верёвки подоткнут изнутри узла под коренной |
|             | Констриктор                    | Constrictor Knot                 | Наилучший из всех мельничных узлов, особенно с добавлением петли |
|             | Рифовый узел                   | Drawknot, Half Bowknot           | Часто используемый мельниками узел для завязывания мешков с мукой |
|             | Выбленочный узел               | Clove Hitch                      | Наихудший из всех мельничных узлов |

## Другие бытовые узлы для мешков
Другие связывающие узлы также применяют в быту для связывания горловины мешка, переноски, погрузки-выгрузки.

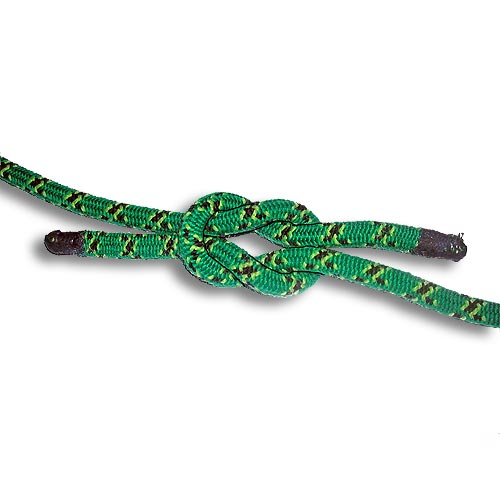
Морским воровским узлом (Bag Knot, Bread Bag Knot) матросы завязывали котомки с сухарями (или галетами) для перекуса во время несения вахты
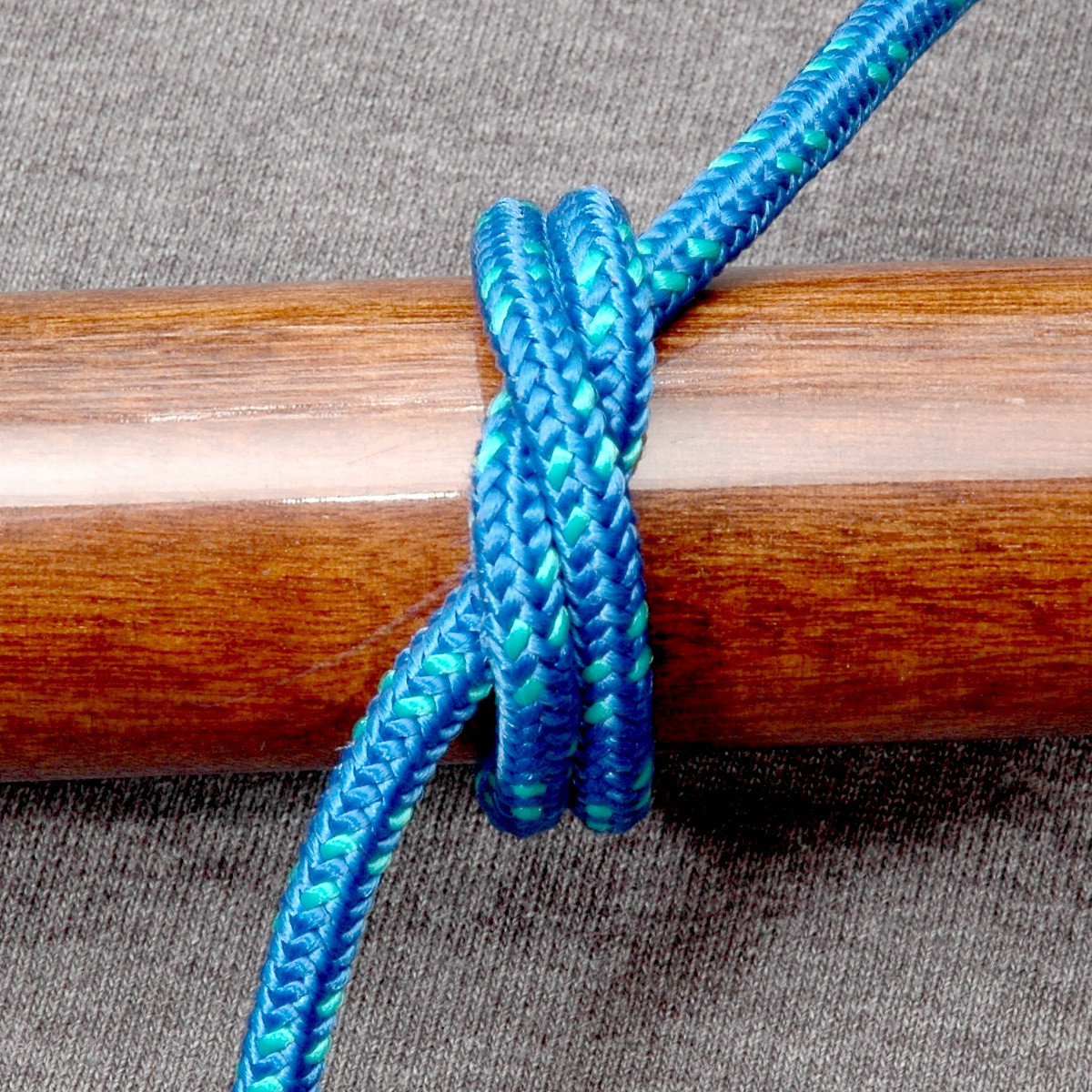
Бытовой питонов узел — хороший узел (с петлёй) для связывания мешков и пакетов
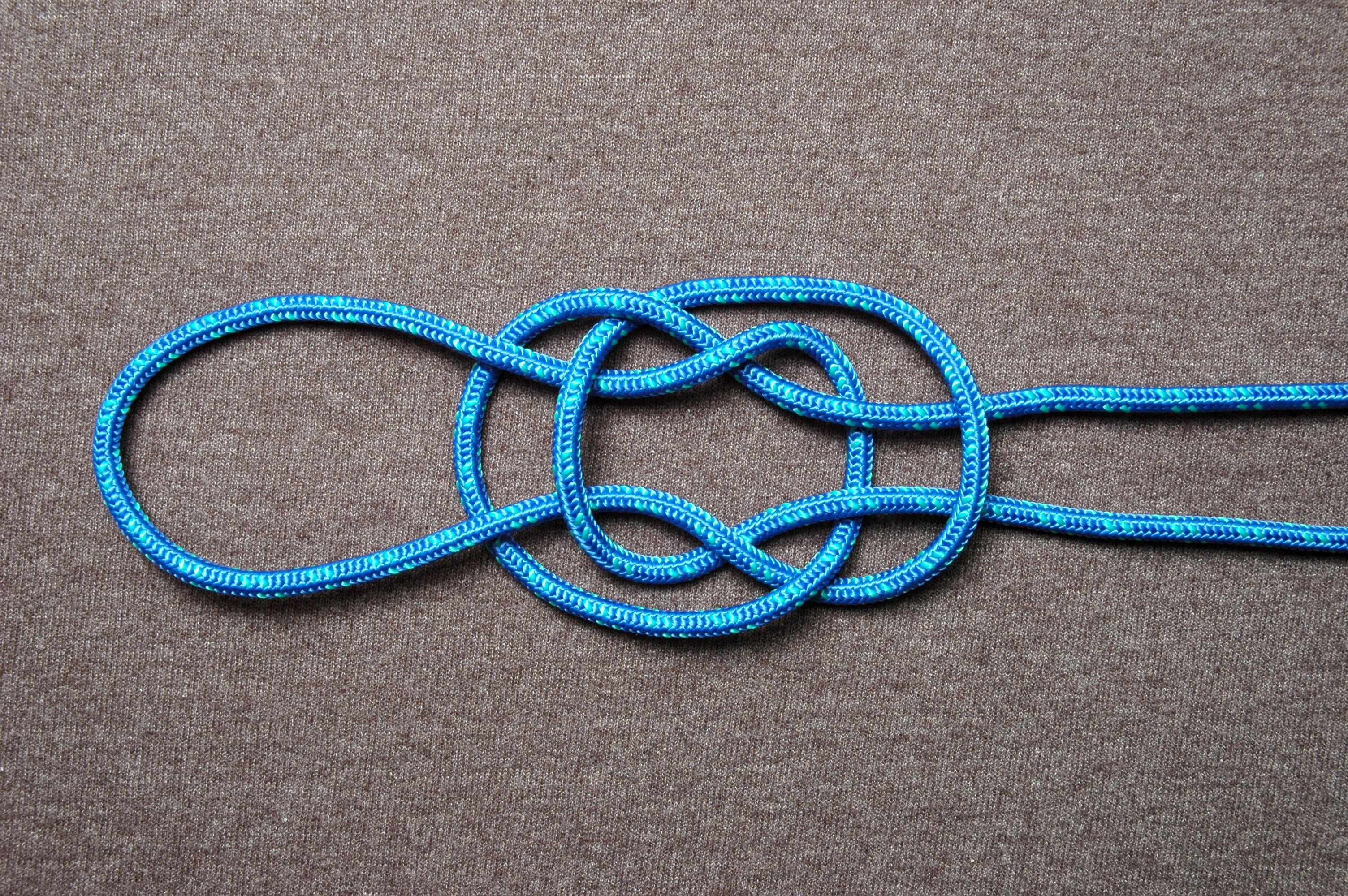
Амфорный узел может быть использован для переноски мешка
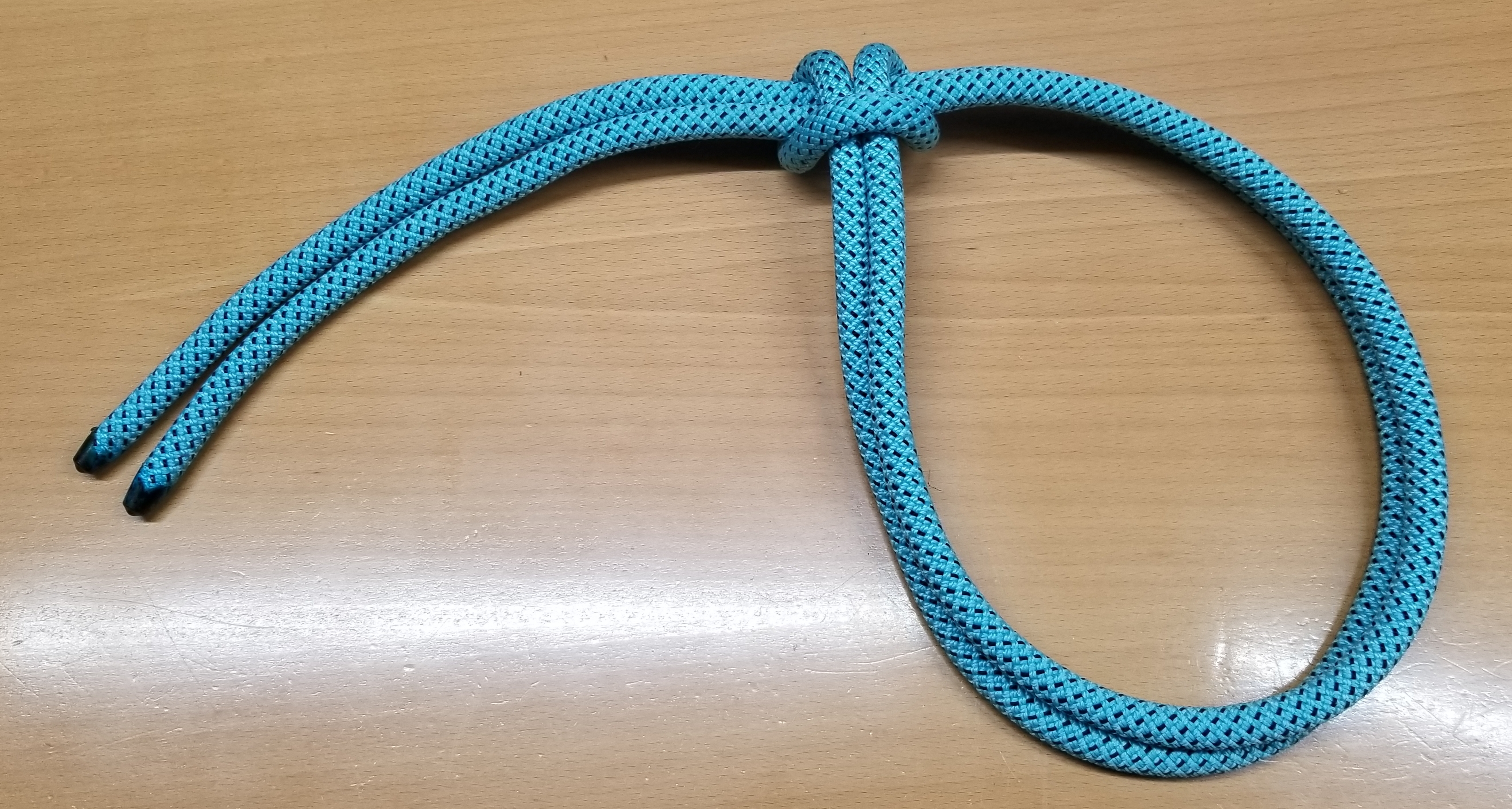
Скользящая глухая петля может применяться в быту для упаковки свёртков или стягивания мешков